# Сиф

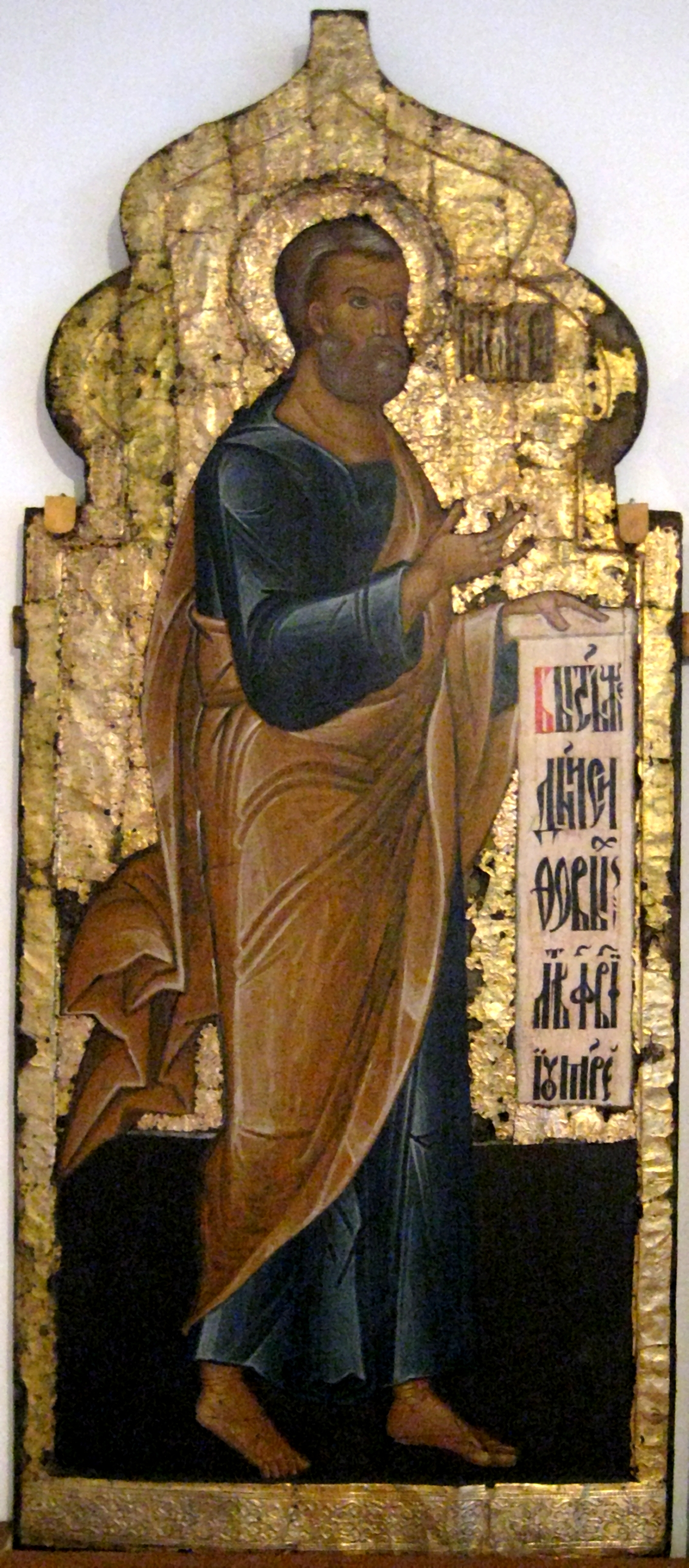
Ждан Дементьев. Праотец Сиф. Около 1630 года.

Сиф (ивр. שֵׁת‎, Ше́т — «положение», «основание», «утверждение», греч. Σηθ) — третий сын Адама и Евы. Сиф упоминается в родословии Иисуса Христа.
Ева родила третьего сына Сифа после убийства Каином Авеля и после того, как Бог проклял Каина и его потомство: «И познал Адам ещё жену свою, и она родила сына, и нарекла ему имя: Сиф, потому что, говорила она, Бог положил мне другое семя, вместо Авеля, которого убил Каин» (Быт. 4:25).
Согласно Книге Бытия, Сиф жил 912 лет. В основных рукописях, описывающих библейскую генеалогию, есть отличия в возрасте прародителей. По масоретскому тексту, Сиф родился в 130 году от Сотворения мира и в возрасте 105 лет у него родился сын Енос. Однако, по Септуагинте, Сиф родился в 230 году, а Енос родился, когда Сифу было 205 лет.

## Варианты написания имени
Помимо написания Сиф и Шет встречается написание Сет.
В исламской традиции отождествляется с Шисом (араб. شيث‎).

## Апокрифы и предания
Предание приписывает Сифу изобретение письменности.
Иосиф Флавий сообщал о Сифе, что он вёл добродетельный образ жизни, оставил после себя потомство, подражавшее ему в этом. Они изобрели астрономию, записав свои изобретения на кирпичном и каменном столбах, чтобы они не были забыты и не погибли раньше, чем с ними познакомятся люди. Каменный столб сохранился в земле Сириадской. Некоторые исследователи и переводчики считают эту землю Сирийской, а не «Сириадской». Местоположение последней не поддаётся определению.
Существует апокриф «Об Адаме и Еве», в котором упоминается о Сифе.

## Сиф в гностицизме и каббале
Приверженцы каббалы считают, что Адам передал Сифу учение каббалы.
Одна из гностических школ, почитавшая Сифа, называется сифиане.

## Семья Сифа
Согласно Книге Юбилеев, Сиф женился на своей сестре Азуре.
Армянский историк Мхитар Айриванкский называет жену Сифа Азору.
Епифаний Кипрский со ссылкой на книги сифиан упоминает жену Сифа Орею, не признавая это достоверным.
Абу-ль-Фадль Аллами упоминает, что Шису (Сифу) была отдана в жёны Иклимия — сестра-близнец Кабила (Каина).
Согласно Книге Бытия, Сиф родил сына Еноса.
Согласно Книге Юбилеев, у сына Сифа Еноса была жена, его сестра Ноама.